# ترتلس د اسگبا
ترتلس د اسگبا (به اسپانیایی: Tórtoles de Esgueva) یک شهرستان در اسپانیا است که در استان بورگس واقع شده‌است.

## خصوصیات
ترتلس د اسگبا ۷۹ کیلومترمربع مساحت و ۵۲۹ نفر جمعیت دارد.